# Ophiomyia punctohalterata
Ophiomyia punctohalterata är en tvåvingeart som beskrevs av Frost 1936. Ophiomyia punctohalterata ingår i släktet Ophiomyia och familjen minerarflugor. Inga underarter finns listade i Catalogue of Life.